# Daniele Mencarelli
Daniele Mencarelli (Roma, 26 de abril de 1974) es un escritor italiano.

## Biografía
Nació en 1974 en Roma y reside en Ariccia (Lacio). 
En 1994, con veinte años era adicto a la cocaína y el alcohol. Tras sufrir un repentino ataque de ira fue ingresado contra su voluntad en un hospital psiquiátrico. A los veinticinco años (1999) se convirtió en un alcohólico crónico incapaz de controlar la bebida. «Esto se juntó con una particular fragilidad, que todavía no sé gestionar y que sigue representando actualmente un problema para mí. Entonces, lo que era un divertimento se transformó en una forma de autodestrucción».
Desde 1997 publicaba poesía en la revista ClanDestino. El director de esa publicación, conocedor de su situación, le busca trabajo como limpiador en el Hospital Pediátrico Bambino Gesù. Ahí comienza su recuperación.
Colabora en diversos medios italianos en los que escribe sobre cultura y sociedad. Obras suyas han aparecido en diversas antologías poéticas y revistas literarias.

## Premios
- Premio Severino Cesari, la XV edición del premio Volponi y el premio John Fante (2018), por su primera novela: La casa degli sguardi (Mondadori).[2]
- Premio Strega Joven[3] y finalista del premio Strega (2020), por su novela Tutto chiede salvezza.[4]

## Obras
Poesía
- I giorni condivisi, Forlì, La nuova agape, 2001.[5]
- Bambino Gesù. Ospedale Pediatrico, Roma, Tipografie Vaticane, 2001 - Edición ampliada: Roma, Nottetempo, 2010 ISBN 978-88-7452-224-8. Un libro de poesía en el que trata temas como el sufrimiento y la muerte infantil, que tuvo la oportunidad de ver de cerca durante su experiencia laboral como limpiador en el Hospital pediátrico Bambino Gesù.
- Guardia alta, Milán, La vita Felice, 2005 ISBN 978-88-7799-169-0..
- La croce è una via, Florencia, Edizioni della Meridiana, 2013 ISBN 978-88-6007-222-1. Edición bilingüe (La cruz es un camino), con traducción al español por la poetisa Zingonia Zingone. Conjunto de poemas sobre la pasión de Cristo en edición bilingüe con traducción al español por la poetisa Zingonia Zingone. El texto fue emitido por Radio Vaticano durante el Viernes Santo de 2013.
- Figlio, Roma, Nottetempo, 2013 ISBN 978-88-7452-442-6.
- Storia d'amore, PordenoneLegge, LietoColle, 2015.
- Tempo circolare (poesie 2019-1997), Ancona, Pequod, 2019 ISBN 9788860681461.

Cuentos
- Luci di Natale, Perugia, Graphe.it, 2014 ISBN 978-88-97010-71-5. (contiene un cuento de Grazia Deledda)

Novelas
- La casa degli sguardi, Milano, Mondadori, 2018 ISBN 978-88-04-68576-0. En este libro narra como superó su adicción al alcohol.[6] Esta novela es la primera de una trilogía de contenido autobiográfico y en ella narra un año de su vida, 1999, cuando con veinticuatro años trabajó en el hospital.[7][8] Obtuvo un gran éxito en Italia, con más de 50.000 ejemplares vendidos.[1]
- Tutto chiede salvezza, Milano, Mondadori, 2020 ISBN 978-88-04-72198-7. Su segunda novela autobiográfica, narra su experiencia en el internado psiquiátrico (1994). Tiene como protagonistas a cinco hombres que coincidieron con él durante esa semana. La plataforma Netflix adquirió los derechos de autor y estrenó una serie en el verano de 2022.[9]
- Sempre tornare, Milano, Mondadori, 2021 ISBN 9788804741848. Su tercera novela autobiográfica. Narra su viaje a la playa (1991) y su camino de vuelta a Roma.

Traducciones al español
- La casa de las miradas, 2020 (traducción de La casa degli sguardi)